# Pensionnat pour Autochtones de l’île Kuper
Le pensionnat pour Autochtones de l’île Kuper, également connu sous le nom de Kuper Island Indian Industrial School, était un pensionnats pour Autochtones au Canada situé sur l'île Kuper (aujourd'hui connue sous le nom de Île Penelakut), près de Chemainus, en Colombie-Britannique, qui a fonctionné de 1889 à 1975.

## Historique
Le pensionnat pour Autochtones de l’île Kuper est situé dans la mer des Salish au large de Chemainus sur l'île de Vancouver. Le seul moyen de se rendre au pensionnat et d'en revenir était le ferry. L'île est comparée au pénitencier d'Alcatraz, ainsi nombre d'enfants qui tentèrent de s'en échapper, sur des embarcations de fortune, furent retrouvés noyés
Le pensionnat était dirigé par les Oblats de Marie Immaculée. Le prêtre Oblat Glenn Doughty a été condamné à trois ans de prison pour abus sexuels à l'encontre des enfants du pensionnat. Il s'agisait de sa quatrième condamnation, chacune étant suivie de déplacements, par la congrégation des Oblats à travers le Canada. Le prêtre pédophile John McCann a aussi vécu dans le pensionnat avant sa condamnation.
En juillet 2021, la Première Nation Penelakut indique avoir détecter plus de 160 tombes anonymes  à proximité de l’ancien pensionnat pour Autochtones de l'île Kuper,.